# یونایتد دیفنس
یونایتد دیفنس (انگلیسی: United Defense) شرکت صنایع جنگ‌افزاری آمریکایی بود، که در سال ۱۹۹۴ تأسیس و در سال ۲۰۰۵ منحل شد.